# Namibotites argentata
Namibotites argentata är en tvåvingeart som beskrevs av Barraclough 2000. Namibotites argentata ingår i släktet Namibotites och familjen fläckflugor.
Artens utbredningsområde är Namibia. Inga underarter finns listade i Catalogue of Life.